# Corquín
Corquín è una città dell'Honduras facente parte del dipartimento di Copán.
Il comune venne istituito nel 1824 ed ottenne lo status di città l'11 marzo 1926.